# نيشان الفنان المشرف لأوكرانيا
وسام الفنان المُكرّم في أوكرانيا أو وسام دولة في أوكرانيا، هو لقب فخري يُمنح من قِبَل رئيس أوكرانيا وفقًا لقانون "جوائز الدولة الأوكرانية". ووفقًا للوائح الألقاب الفخرية في أوكرانيا الصادرة بتاريخ 29 يونيو/حزيران 2001، يُمنح هذا اللقب لكلٍّ من:
المخرجون، قادة الجوقات، قادة الباليه، القادة، الفنانون، المديرون الفنيون للمجموعات الفنية، الملحنون، الكتاب، كتاب المسرحيات، كتاب السيناريو، المصورون السينمائيون، مؤرخو الفن والنقاد الأدبيون، مدرسو المؤسسات التعليمية للثقافة والفنون من أجل إنشاء أعمال فنية عالية في مجال الموسيقى والأدب والدراما والتصوير السينمائي والأعمال العلمية في الفن والأدب، تدريب موظفي العاملين في الثقافة والفنون، تنظيم الأنشطة في المجال الثقافي.
يشترط في المرشحين للقب الفخري "فنان أوكرانيا المُكرّم" أن يكونوا حاصلين على تعليم عالٍ على مستوى التخصص أو الماجستير.
كان الاسم الأول للقب "فنان جمهورية أوكرانيا السوفيتية المُكرّم"، وقد أُسس في 13 يناير/كانون الثاني 1934.

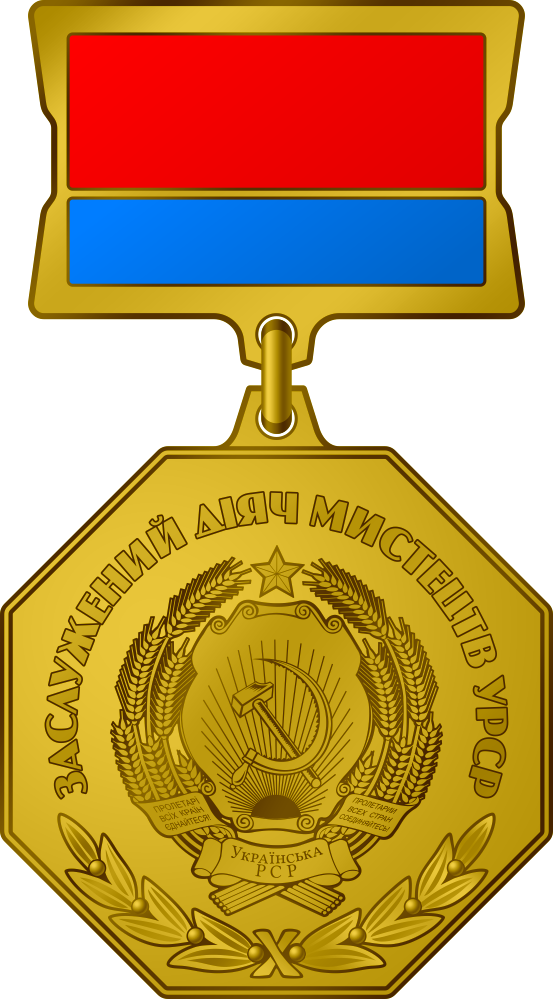
شارة "فنان مُكرّم من جمهورية أوكرانيا السوفيتية الاشتراكية"

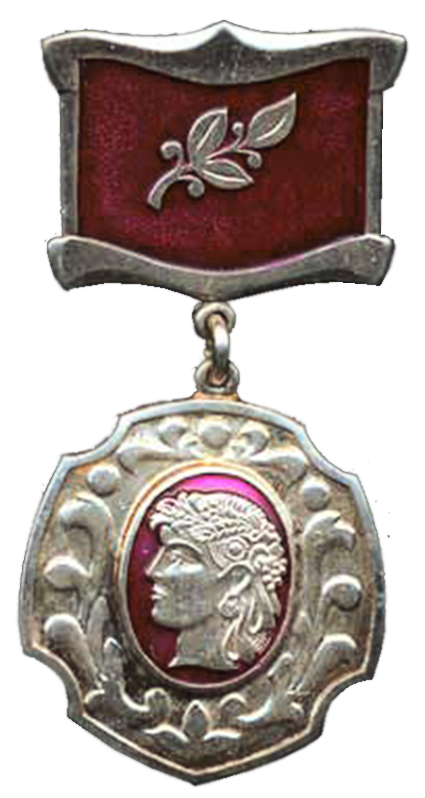
شارة "فنان شرف أوكرانيا" (حتى عام 2001)